# Hafen Lübbecke
Der Hafen Lübbecke, auch Lübbecker Hafen oder Binnenhafen Lübbecke genannt, ist der Industriehafen der ostwestfälischen Stadt Lübbecke in Nordrhein-Westfalen am Mittellandkanal. Zusammen mit fünf weiteren Häfen im Kreis, einschließlich des gegenüber liegenden Hafens von Espelkamp, gehört er zum Hafenband am Mittellandkanal.

## Geographie
Der Hafen im Industrie- und Gewerbegebiet Lübbecke-Nord liegt bei km 80 des Mittellandkanales im Norden der Kernstadt auf einer Höhe von 51,4 m ü. NN, der südliche Kai auf dem Stadtgebiet von Lübbecke, der nördliche auf dem der Stadt Espelkamp.
Der Hafen und der Kanal überbauen das ehemalige Flussbett der Flöthe, die das Gebiet östlich abschließt und dort in einem 80 m langen Düker den Kanal unterquert.
Die nächstgelegenen Großstädte sind nördlich Bremen (80 km), östlich Hannover (75 km), südlich Bielefeld (35 km) und westlich Osnabrück (40 km).

## Geschichte
Der Bau des Mittellandkanals, zunächst noch als Ems-Weser-Kanal, begann im Jahre 1906. Bereits am 13. Mai 1907 erfolgte eine erste Anfrage des damaligen Landrates Wilhelm von Ledebur an den Lübbecker Bürgermeister Pütz bezüglich eines Hafens für Lübbecke. Anfang 1908 regte Bürgermeister Pütz die Einrichtung einer städtischen Kommission an. Diese Kommission trat dann am 19. Februar 1908 im Rathaus der Stadt Lübbecke um 11 Uhr an. Man einigte sich einstimmig darüber, dass der Hafen auf der Südseite des Kanals liegen sollte (bis 1973 gehörten auch Bereiche nördlich des Kanals zu Lübbecke). Am 10. Mai 1909 ließ die Stadtverwaltung dem Königlichen Kanalbauamt Lübbecke mitteilen, dass von Seiten der Stadt eine Uferstelle gewünscht werde. Die Stadt hatte sich im Vorfeld bereit erklärt anteilige Kosten in Höhe von 20.000 Mark zu übernehmen, vorausgesetzt der Kreis Lübbecke beteilige sich mit 10.000 Mark. Am 17. Mai 1911 erteilte dann die Königliche Baudirektion Hannover die Erlaubnis, die Anlage einer Uferentladestelle in Lübbecke zu bauen. Am 10. Mai 1912 schlossen die Stadt Lübbecke und das Königliche Kanalbauamt Lübbecke den Vertrag zur Bauausführung einer zweischiffigen Uferladestelle. Im Mai 1914 bewilligte die Stadt die Mittel in Höhe von 3.500 Mark und eine Anleihe von 20.000 Mark zur Errichtung zweier Ladebühnen am Anlegehafen.
Am 4. Juli 1918 erfolgte die Zustimmung des Kreisausschusses an den Lübbecker Magistrat, nun unter Vorbehalt die Zustimmung für eine Beteiligung am Hafen einzuleiten. Am 16. August 1918 erklärten sich die Stadtverordneten in geheimer Sitzung damit einverstanden, den Kreis an dem Betrieb des städtischen Hafens einschließlich aller Nebenanlagen, Erwerb und Wiederverwertung des fiskalischen Mehrerwerbsgeländes für industrielle und sonstige Niederlassungen zur Hälfte zu beteiligen.
Der Bürgermeister der Stadt Lübbecke Pütz, Rechtsanwalt Klug und der Zigarrenfabrikant Blase wurden mit der Abfassung eines Entwurfes zum Gesellschaftsvertrag beauftragt.
Am 12. Februar 1919 schlossen die Teutoburger Schifffahrtsgesellschaft und die Stadt Lübbecke einen Vertrag, der die Abtrennung von der Hafenverwaltung an die Gesellschaft vorsah.
Die Stadt verpachtete der Gesellschaft das an der Südseite des Kanals gelegene Hafengelände mit dem dazu gehörigen Hinterland. Die Gesellschaft übernahm die Verwaltung unter den Bedingungen, wie sie die Stadt mit der Kanalbauverwaltung und der Staatsbahn abgeschlossen hatte.
Seit 1975 sind die Stadtwerke Lübbecke GmbH Eigentümer der Hafenflächen. Diese hat sie an die Lübbecker Hafen GmbH vermietet, die den Hafen betreibt. Im Jahre 2008 war der Lübbecker Hafen einer von sechs Häfen am Mittellandkanal, die sich zum sogenannten Hafenband am Mittellandkanal, einer Kooperation von Häfen im Landkreis, zusammenschlossen.

## Hafendaten
Die nutzbare Länge der Kaimauer beträgt an der Lände Nord 295 m mit einer Abladetiefe von 2,6 m und 175 m Süd. Es sind Liegeplätze für zwei Binnenschiffe verfügbar. Umgeschlagen werden hauptsächlich die Massengüter Mineralöl, Düngemittel, Getreide, Schüttgüter, aber auch Stückgut und Schwergut. 2013 lag der Güterumschlag bei 165.000 Tonnen.

### Infrastruktur
Der Hafen verfügt über einen Portalkran, einen Mobilkran, Löscheinrichtungen für Mineralöl und Getreide sowie eine Brückenwaage. Es bestehen derzeit etwa 5.000 m² Freilagerflächen, sechs Getreidesilos mit insgesamt 15.000 Tonnen Fassungsvermögen und 5.000 Tonnen in Hallenlagern. Die Schwergutumschlagfläche beträgt 750 m² auf einer Spundwandlänge von 48 m. Im westlichen Hafenbereich besteht eine Wendemöglichkeit für Schiffe bis zu 105 m Länge.
Ein Ausziehgleis von der Bahnstrecke Bünde–Bassum erschließt den südlichen Kai des Hafengeländes.
Unmittelbar östlich schließt sich seit 1964 für die Freizeitschifffahrt der Yachthafen Lübbecke an. Dort finden Kleinfahrzeuge bis zu 1,8 m Tiefgang Anlege-, Ver- und Entsorgungsmöglichkeiten.